# Seznam dirkališč Formule 1
To je seznam dirkališč Svetovnega prvenstva Formule 1, ki so gostile dirke za Veliko nagrado od prve sezone 1950.
Skupaj 71 različnih dirkališč je gostila dirke za Veliko nagrado Formule 1. Prvo je bilo dirkališče Silverstone, kjer se je odvijala prva dirka prvega prvenstva Formule 1, Velika nagrada Velike Britanije 1950. Najdaljše dirkališče je bilo Pescara Circuit (25 km), ki je običajno gostilo dirko Coppa Acerbo enkrat pa je tudi gostilo dirko Formule 1, Veliko nagrado Pescare 1957. Eno najznamenitejših dirkališč je stari Nürburgring (22 km), ki je gostil Veliko nagrado Nemčije med sezonama 1951 in 1976. Največ dirk je gostilo dirkališče Autodromo Nazionale Monza, ki le eno sezono ni bilo del Svetovnega prvenstva Formule 1.
Dirkališča za sezono 2019 so prikazana odebeljeno.

## A
| Dirkališče              | Lokacija   | Velika nagrada                  | Sezone                      | Skupaj | Shema     |
| ----------------------- | ---------- | ------------------------------- | --------------------------- | ------ | --------- |
| Adelaide Street Circuit | Adelaide   | Velika nagrada Avstralije       | 1985–1995                   | 11     | Adelaide  |
| Ain-Diab                | Casablanca | Velika nagrada Maroka           | 1958                        | 1      | Ain-Diab  |
| Aintree                 | Liverpool  | Velika nagrada Velike Britanije | 1955, 1957, 1959, 1961–1962 | 5      | Aintree   |
| Albert Park             | Melbourne  | Velika nagrada Avstralije       | 1996–2019                   | 24     | Melbourne |
| Circuit of the Americas | Austin     | Velika nagrada ZDA              | 2012–2019                   | 8      | Austin    |
| AVUS                    | Berlin     | Velika nagrada Nemčije          | 1959                        | 1      | AVUS      |

## B
| Dirkališče                    | Lokacija   | Velika nagrada                                           | Sezone                                                          | Skupaj | Shema        |
| ----------------------------- | ---------- | -------------------------------------------------------- | --------------------------------------------------------------- | ------ | ------------ |
| Bahrain International Circuit | Sahir      | Velika nagrada Bahrajna                                  | 2004-2010, 2012-2019                                            | 15     | Bahrajn      |
| Mestno dirkališče Baku        | Baku       | Velika nagrada Evrope, Velika nagrada Azerbajdžana       | 2016-2019                                                       | 4      | Baku         |
| Circuito da Boavista          | Porto      | Velika nagrada Portugalske                               | 1958, 1960                                                      | 2      | Boavista     |
| Brands Hatch                  | Kent       | Velika nagrada Velike Britanije in Velika nagrada Evrope | 1964, 1966, 1968, 1970, 1972, 1974, 1976, 1978, 1980, 1982–1986 | 14     | Brands Hatch |
| Circuit Bremgarten            | Bremgarten | Velika nagrada Švice                                     | 1950–1954                                                       | 5      | Bremgarten   |
| Bugatti Circuit               | Le Mans    | Velika nagrada Francije                                  | 1967                                                            | 1      | Bugatti      |
| Mednarodno dirkališče Buddh   | Delhi      | Velika nagrada Indije                                    | 2011–2013                                                       | 3      | Bugatti      |

## C
| Dirkališče           | Lokacija         | Velika nagrada            | Sezone                | Skupaj | Shema          |
| -------------------- | ---------------- | ------------------------- | --------------------- | ------ | -------------- |
| Caesars Palace       | Las Vegas        | Velika nagrada Las Vegasa | 1981–1982             | 2      | Caesars Palace |
| Circuit de Catalunya | Barcelona        | Velika nagrada Španije    | 1991–2019             | 29     | Barcelona      |
| Circuit Charade      | Clermont-Ferrand | Velika nagrada Francije   | 1965, 1969–1970, 1972 | 4      | Charade        |

## D
| Dirkališče             | Lokacija       | Velika nagrada                                  | Sezone                            | Skupaj | Shema          |
| ---------------------- | -------------- | ----------------------------------------------- | --------------------------------- | ------ | -------------- |
| Detroit street circuit | Detroit        | Velika nagrada vzhodnih ZDA                     | 1982–1988                         | 4      | Detroit        |
| Dijon-Prenois          | Dijon          | Velika nagrada Francije in Velika nagrada Švice | 1974, 1977, 1979, 1981–1982, 1984 | 6      | Dijon-Prenois  |
| Donington Park         | Leicestershire | Velika nagrada Evrope                           | 1993                              | 1      | Donington Park |

## E
| Dirkališče                    | Lokacija | Velika nagrada                                      | Sezone    | Skupaj | Shema   |
| ----------------------------- | -------- | --------------------------------------------------- | --------- | ------ | ------- |
| Autodromo Enzo e Dino Ferrari | Imola    | Velika nagrada San Marina in Velika nagrada Italije | 1980–2006 | 26     | Imola   |
| Autódromo do Estoril          | Estoril  | Velika nagrada Portugalske                          | 1984–1996 | 13     | Estoril |

## F
| Dirkališče    | Lokacija | Velika nagrada          | Sezone               | Skupaj | Shema         |
| ------------- | -------- | ----------------------- | -------------------- | ------ | ------------- |
| Fair Park     | Dallas   | Velika nagrada ZDA      | 1984                 | 1      | Fair Park     |
| Fuji Speedway | Šizuoka  | Velika nagrada Japonske | 1976–1977, 2007–2008 | 4      | Fuji Speedway |

## G
| Dirkališče                | Lokacija | Velika nagrada        | Sezone                          | Skupaj | Shema    |
| ------------------------- | -------- | --------------------- | ------------------------------- | ------ | -------- |
| Circuit Gilles Villeneuve | Montréal | Velika nagrada Kanade | 1978–1986, 1988–2008, 2010-2019 | 40     | Montreal |

## H
| Dirkališče                   | Lokacija         | Velika nagrada           | Sezone                                            | Skupaj | Shema                        |
| ---------------------------- | ---------------- | ------------------------ | ------------------------------------------------- | ------ | ---------------------------- |
| Autódromo Hermanos Rodríguez | Ciudad de México | Velika nagrada Mehike    | 1963–1970, 1986–1992, 2015–2019                   | 20     | Autódromo Hermanos Rodríguez |
| Hockenheimring               | Hockenheim       | Velika nagrada Nemčije   | 1970, 1977–1984, 1986–2006, 2008, 2010, 2018–2019 | 34     | Hockenheimring               |
| Hungaroring                  | Budimpešta       | Velika nagrada Madžarske | 1986–2019,                                        | 34     | Hungaroring                  |

## I
| Dirkališče                  | Lokacija | Velika nagrada                       | Sezone               | Skupaj | Shema                       |
| --------------------------- | -------- | ------------------------------------ | -------------------- | ------ | --------------------------- |
| Indianapolis Motor Speedway | Indiana  | Indianapolis 500, Velika nagrada ZDA | 1950-1960, 2000-2007 | 19     | Indianapolis Motor Speedway |
| Istanbul Park               | Carigrad | Velika nagrada Turčije               | 2005–2011,           | 7      | Istanbul Park               |

## J
| Dirkališče                            | Lokacija             | Velika nagrada                                  | Sezone                                  | Skupaj | Shema         |
| ------------------------------------- | -------------------- | ----------------------------------------------- | --------------------------------------- | ------ | ------------- |
| Autódromo Internacional Nelson Piquet | Rio de Janeiro       | Velika nagrada Brazilije                        | 1978, 1981–1989                         | 10     | Nelson Piquet |
| Circuito Permanente Del Jarama        | Jarama               | Velika nagrada Španije                          | 1968, 1970, 1972, 1974, 1976–1979, 1981 | 9      | Jarama        |
| Circuito Permanente de Jerez          | Jerez de la Frontera | Velika nagrada Španije in Velika nagrada Evrope | 1986–1990, 1994, 1997                   | 7      | Jerez         |
| Autódromo José Carlos Pace            | Sao Paulo            | Velika nagrada Brazilije                        | 1973–1977, 1979–1980, 1990–2019         | 37     | Interlagos    |

## K
| Dirkališče                     | Lokacija | Velika nagrada              | Sezone                          | Skupaj | Shema   |
| ------------------------------ | -------- | --------------------------- | ------------------------------- | ------ | ------- |
| Korejsko mednarodno dirkališče | Jeongam  | Velika nagrada Koreje       | 2010–2013                       | 4      | Jeongam |
| Kyalami Circuit                | Kyalami  | Velika nagrada Južne Afrike | 1967–1980, 1982–1985, 1992–1993 | 20     | Kyalami |

## L
| Dirkališče                | Lokacija   | Velika nagrada              | Sezone    | Skupaj | Shema      |
| ------------------------- | ---------- | --------------------------- | --------- | ------ | ---------- |
| Long Beach street circuit | Long Beach | Velika nagrada zahodnih ZDA | 1976–1983 | 8      | Long Beach |

## M
| Dirkališče                | Lokacija     | Velika nagrada             | Sezone                 | Skupaj | Shema                         |
| ------------------------- | ------------ | -------------------------- | ---------------------- | ------ | ----------------------------- |
| Magny-Cours Circuit       | Nevers       | Velika nagrada Francije    | 1991–2008,             | 18     | Magny-Cours                   |
| Marina Bay Street Circuit | Singapur     | Velika nagrada Singapurja  | 2008–2019              | 12     | Marina Bay                    |
| Monsanto Park             | Lisbona      | Velika nagrada Portugalske | 1959                   | 1      | Monsanto Park                 |
| Monte Carlo               | Monako       | Velika nagrada Monaka      | 1950, 1955–2019        | 66     | Monte Carlo                   |
| Montjuic circuit          | Barcelona    | Velika nagrada Španije     | 1969, 1971, 1973, 1975 | 4      | Montjuic                      |
| Mont-Tremblant            | Saint-Jovite | Velika nagrada Kanade      | 1968, 1970             | 2      | Mont-Tremblant                |
| Autodromo Nazionale       | Monza        | Velika nagrada Italije     | 1950–1979, 1981–2019   | 69     | Monza                         |
| Mosport Park              | Bowmanville  | Velika nagrada Kanade      | 1967, 1969, 1971–1977  | 8      | Mosport International Raceway |

## N
| Dirkališče               | Lokacija | Velika nagrada                                                              | Sezone                                                                  | Skupaj | Shema       |
| ------------------------ | -------- | --------------------------------------------------------------------------- | ----------------------------------------------------------------------- | ------ | ----------- |
| Nivelles-Baulers Circuit | Nivelles | Velika nagrada Belgije                                                      | 1972, 1974                                                              | 2      | Nivelles    |
| Nürburgring              | Nürburg  | Velika nagrada Nemčije, Velika nagrada Evrope in Velika nagrada Luksemburga | 1951–1958, 1961–1969, 1971–1976, 1984–1985, 1995–2007, 2009, 2011, 2013 | 40     | Nürburgring |

## O
| Dirkališče                     | Lokacija     | Velika nagrada           | Sezone                                           | Skupaj | Shema     |
| ------------------------------ | ------------ | ------------------------ | ------------------------------------------------ | ------ | --------- |
| Autódromo Oscar Alfredo Gálvez | Buenos Aires | Velika nagrada Argentine | 1953–1958, 1960, 1972–1975, 1977–1981, 1995–1998 | 20     | Argentina |

## P
| Dirkališče             | Lokacija    | Velika nagrada              | Sezone                                                             | Skupaj | Shema       |
| ---------------------- | ----------- | --------------------------- | ------------------------------------------------------------------ | ------ | ----------- |
| Circuit Paul Ricard    | Castellet   | Velika nagrada Francije     | 1971, 1973, 1975–1976, 1978, 1980, 1982–1983, 1985–1990, 2018–2019 | 16     | Paul Ricard |
| Pedralbes Circuit      | Barcelona   | Velika nagrada Španije      | 1951, 1954                                                         | 2      | Pedralbes   |
| Pescara Circuit        | Pescara     | Velika nagrada Pescare      | 1957                                                               | 1      | Pescara     |
| Phoenix street circuit | Phoenix     | Velika nagrada ZDA          | 1989–1991                                                          | 3      | Phoenix     |
| Prince George Circuit  | East London | Velika nagrada Južne Afrike | 1962–1963, 1965                                                    | 3      | East London |

## R
| Dirkališče                                          | Lokacija  | Velika nagrada          | Sezone                                            | Skupaj | Shema             |
| --------------------------------------------------- | --------- | ----------------------- | ------------------------------------------------- | ------ | ----------------- |
| Red Bull Ring (predhodno A1-Ring in Österreichring) | Zeltweg   | Velika nagrada Avstrije | 1970–1987, 1997–2003, 2014–2019                   | 31     | A1 Ring           |
| Reims-Gueux                                         | Reims     | Velika nagrada Francije | 1950–1951, 1953–1954, 1956, 1958–1961, 1963, 1966 | 11     | Reims-Gueux       |
| Riverside International Raceway                     | Riverside | Velika nagrada ZDA      | 1960                                              | 1      | Riverside         |
| Rouen-Les-Essarts                                   | Rouen     | Velika nagrada Francije | 1952, 1957, 1962, 1964, 1968                      | 5      | Rouen-Les-Essarts |

## S
| Dirkališče                     | Lokacija     | Velika nagrada                  | Sezone | Skupaj            | Shema           |
| ------------------------------ | ------------ | ------------------------------- | --- | ----------------- | --------------- |
| Scandinavian Raceway           | Anderstorp   | Velika nagrada Švedske          | 1973–1978 | 6                 | Anderstorp      |
| Sebring Raceway                | Sebring      | Velika nagrada ZDA              | 1959 | 1                 | Sebring Raceway |
| Sepang International Circuit   | Kuala Lumpur | Velika nagrada Malezije         | 1999–2017 | 19                | Sepang          |
| Shanghai International Circuit | Šanghaj      | Velika nagrada Kitajske         | 2004-2019 | 16                | Shanghai        |
| Silverstone Circuit            | Silverstone  | Velika nagrada Velike Britanije | 1950–1954, 1956, 1958, 1960, 1963, 1965, 1967, 1969, 1971, 1973, 1975, 1977, 1979, 1981, 1983, 1985, 1987–2019, | 53                | Silverstone     |
| Avtodrom Soči                  | Soči         | Velika nagrada Rusije           | 2014–2019 | 6                 | Soči            |
| Spa-Francorchamps              | Spa          | Velika nagrada Belgije          | \| 52 | Spa-Francorchamps |                 |
| Suzuka Circuit                 | Suzuka       | Velika nagrada Japonske         | | 31                | Suzuka          |

## T
| Dirkališče                   | Lokacija | Velika nagrada          | Sezone    | Skupaj | Shema      |
| ---------------------------- | -------- | ----------------------- | --------- | ------ | ---------- |
| Tanaka International Circuit | Aida     | Velika nagrada Pacifika | 1994–1995 | 2      | TI Circuit |

## V
| Dirkališče              | Lokacija  | Velika nagrada        | Sezone    | Skupaj | Shema    |
| ----------------------- | --------- | --------------------- | --------- | ------ | -------- |
| Valencia Street Circuit | Valencija | Velika nagrada Evrope | 2008–2012 | 5      | Valencia |

## W
| Dirkališče   | Lokacija     | Velika nagrada     | Sezone    | Skupaj | Shema        |
| ------------ | ------------ | ------------------ | --------- | ------ | ------------ |
| Watkins Glen | Watkins Glen | Velika nagrada ZDA | 1961–1980 | 20     | Watkins Glen |

## Y
| Dirkališče | Lokacija | Velika nagrada            | Sezone    | Skupaj | Shema      |
| ---------- | -------- | ------------------------- | --------- | ------ | ---------- |
| Yas Marina | Abu Dabi | Velika nagrada Abu Dabija | 2009–2019 | 10     | Yas Marina |

## Z
| Dirkališče             | Lokacija       | Velika nagrada            | Sezone                                | Skupaj | Shema     |
| ---------------------- | -------------- | ------------------------- | ------------------------------------- | ------ | --------- |
| Circuit Park Zandvoort | Zandvoort      | Velika nagrada Nizozemske | 1952–1953, 1955, 1958–1971, 1973–1985 | 30     | Zandvoort |
| Zeltweg Airfield       | Zeltweg        | Velika nagrada Avstrije   | 1964                                  | 1      | Zeltweg   |
| Circuit Zolder         | Heusden-Zolder | Velika nagrada Belgije    | 1973, 1975–1982, 1984                 | 10     | Zolder    |